# 명-코테 전쟁

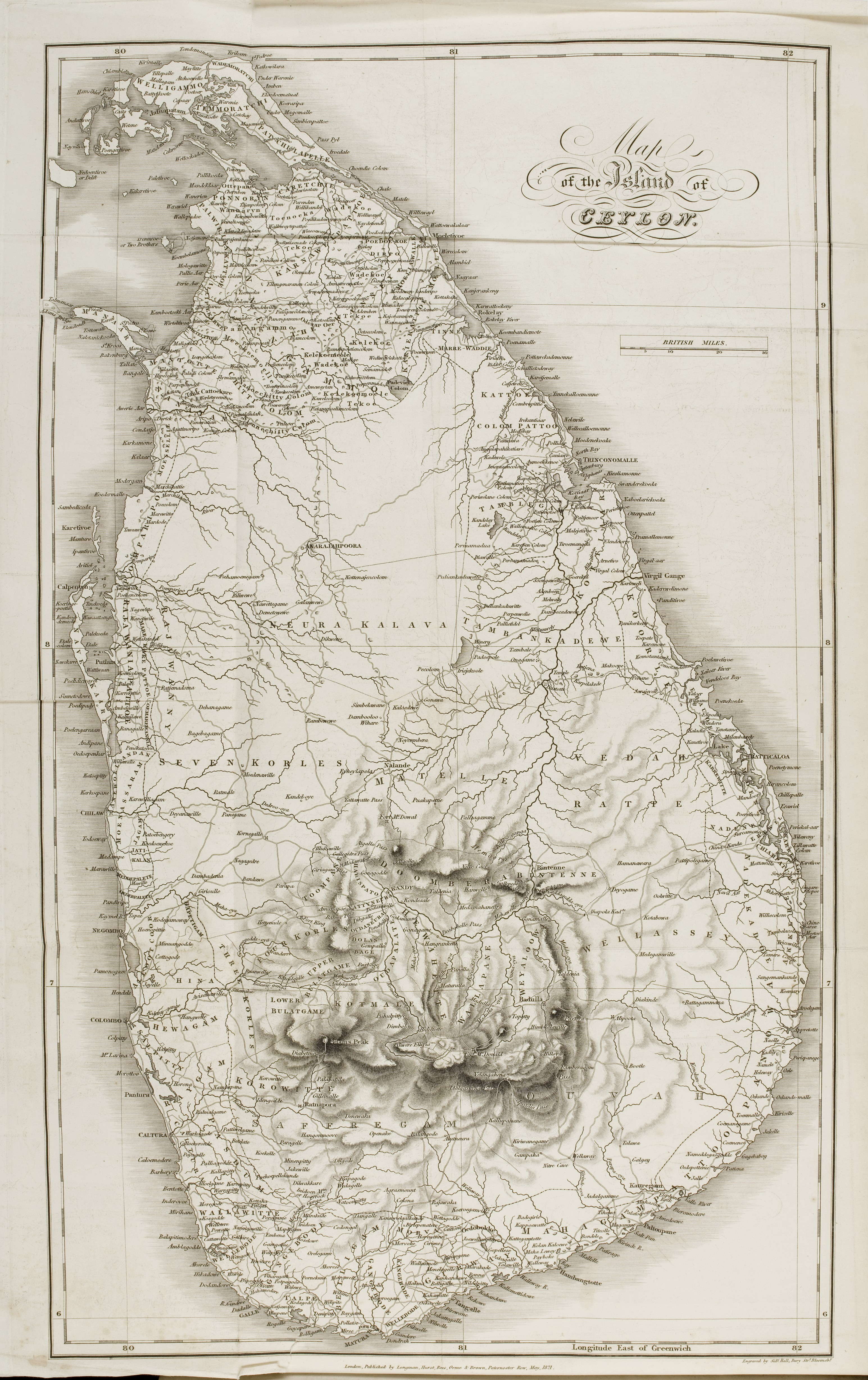
스리랑카의 지도

명-코테 전쟁은 명나라가 파견한 정화의 원정대와 스리랑카의 코테 왕국이 스리랑카 남부 지역에서 충돌한 전쟁이다. 명나라의 원정 함대가 1410년에서 1411년 사이에 스리랑카 지역에 기항하는 동안 일어났다. 이로 인하여 당시 스리랑카를 다스리던 알라케쉬바라 왕이 쫓겨나고, 전 왕가의 후손이었던 파라크라마바후 6세가 왕위에 오르게 된다.

## 배경
당시 스리랑카 지역은 코테 왕국과 자프나 왕국으로 나뉘어 서로 싸우고 있었다. 이 전쟁 과정 도중, 코테 왕국의 알라케쉬바라 장군이 군사권을 장악하였고, 허수아비 왕을 세워둔 채 국정을 좌지우지하다가 이후 왕을 쫓아낸 뒤 자신이 직접 왕위에 올랐다. 이 때 정화의 원정대가 스리랑카 주변 해역을 탐험하던 중이었는데, 정화는 인도 남부와 스리랑카의 항로의 안정성을 보장하고 중국의 영향력을 확대하기 위하여 코테 왕국의 해안에 상륙했다. 알라케쉬바라 왕은 명나라 함대를 자신의 권력에 위협이 된다고 판단, 그들에게 몰래 해적질을 감행하거나 적대적인 행동들을 취하는 등 위협을 가했다.
알라케쉬바라 왕이 지속적으로 명나라 원정대를 위협하자, 정화는 일단 스리랑카 지역을 떠나 다른 지역들을 먼저 탐험한 후 돌아오기로 결심한다. 이후 3차 원정 때 정화가 다시 스리랑카 해안에 돌아왔고, 이 때는 알라케쉬바라 왕을 쫓아내버리기 위하여 군대를 함께 거느리고 왔고, 이렇게 명-코테 전쟁이 발발하게 된다.

## 전쟁
항해 내내, 함대에 타고 있던 중국인들은 스리랑카인들의 무례하고 적대적인 행동을 잊지 않았고 나중에 반드시 되돌아가 갚아줄 것을 다짐하였다. 그들은 알라케쉬바라 왕이 명나라와 친한 국가들에게도 적대적인 행동을 보이고 있다고 판단, 결국 그를 아예 왕위에서 쫓아내기로 결심하였다. 정복 전쟁에 나선 정화는 약 2,000여 명의 군대를 거느리고 코테 왕국 내륙 지방으로 들어왔다. 그 직후 알라케쉬바라 왕은 기습 작전을 펼쳐 정화와 2,000여 명의 군대를 콜롬보에 정박해 있는 본 함대와 떼어놓았다. 그는 정화를 본진과 격리시킨 후 그들을 모두 쳐죽일 생각이었으나, 정화와 그의 군대가 곧바로 수도로 쳐들어와 알라케쉬바라 왕과 그의 가족들, 신하들을 모두 사로잡으며 실패로 끝나게 된다. 코테 왕국군은 수도가 함락된 이후 전열을 재정비하여 명나라 군대를 격퇴하려 하였으나, 명나라 군대에게 패배하며 결국 전쟁은 명나라의 승리로 끝나게 된다.
우리는 그들의 토굴과 은신처들을 곧장 파괴하였으며, 나라 전체를 사로잡아 포로로 만들었으며, 우리의 여름수도로 잡아왔다. 그들의 여자, 어린아이들, 노약자를 포함하여 단 한 명도 남기지 않았다. 우리는 그 역겨운 벌레들을 마치 벼를 타작하듯이 단 한 번에 모두 쓸어버렸다..... 1만 번은 죽어 마땅한 그 벌레들은 우리 앞에 겁에 질려 떨었다. 그들은 하늘의 징벌조차 아까웠다. 하지만 우리의 황제 폐하께서 그들을 살려주셨다.... 그들은 거친 소리를 내며 위대하신 명 황제의 미덕을 칭송하였다.— 1515년, 양롱이 기록한 스리랑카 원정기

## 전쟁 이후
3차 원정 이후, 정화는 포로로 잡힌 알라케쉬바라 왕을 데리고 난징으로 1411년 7월 11일에 귀환하였다. 이후 그는 영락제에게 포로로 잡은 스리랑카인들을 보여주었고, 영락제는 결국 알라케쉬바라 왕을 자유인으로 만들어 스리랑카로 되돌려 보내기로 허가하였다.
명나라 조정은 이후 스리랑카 지역에 새로운 왕을 세우기로 합의하였다. 영락제는 대신들에게 코테 왕국의 새로운 왕으로 삼을 자를 추천하라 명했고, 당시 명나라 조정에 입조해 있던 스리랑카 대사는 파라크라마바후 6세를 새로운 왕으로 추천했다. 영락제는 그 안을 따랐고 파라크라마바후 6세는 명나라 군대의 무력에 힘입에 스리랑카 지방의 새로운 왕으로 등극하게 된다. 이후 스리랑카와 명나라의 관계는 급격히 호전되었고, 명나라의 원정대와 무역선들이 지속적으로 스리랑카를 방문하는 등 외교적, 경제적 교류들이 잇따랐다. 1411년 9월 13일, 영락제는 전쟁에 참여한 모든 인원들에게 상을 내리고 직품을 높여주었다.